# Stellaria infracta
Stellaria infracta là loài thực vật có hoa thuộc họ Cẩm chướng. Loài này được Maxim. miêu tả khoa học đầu tiên năm 1890.